# Lotus (software)

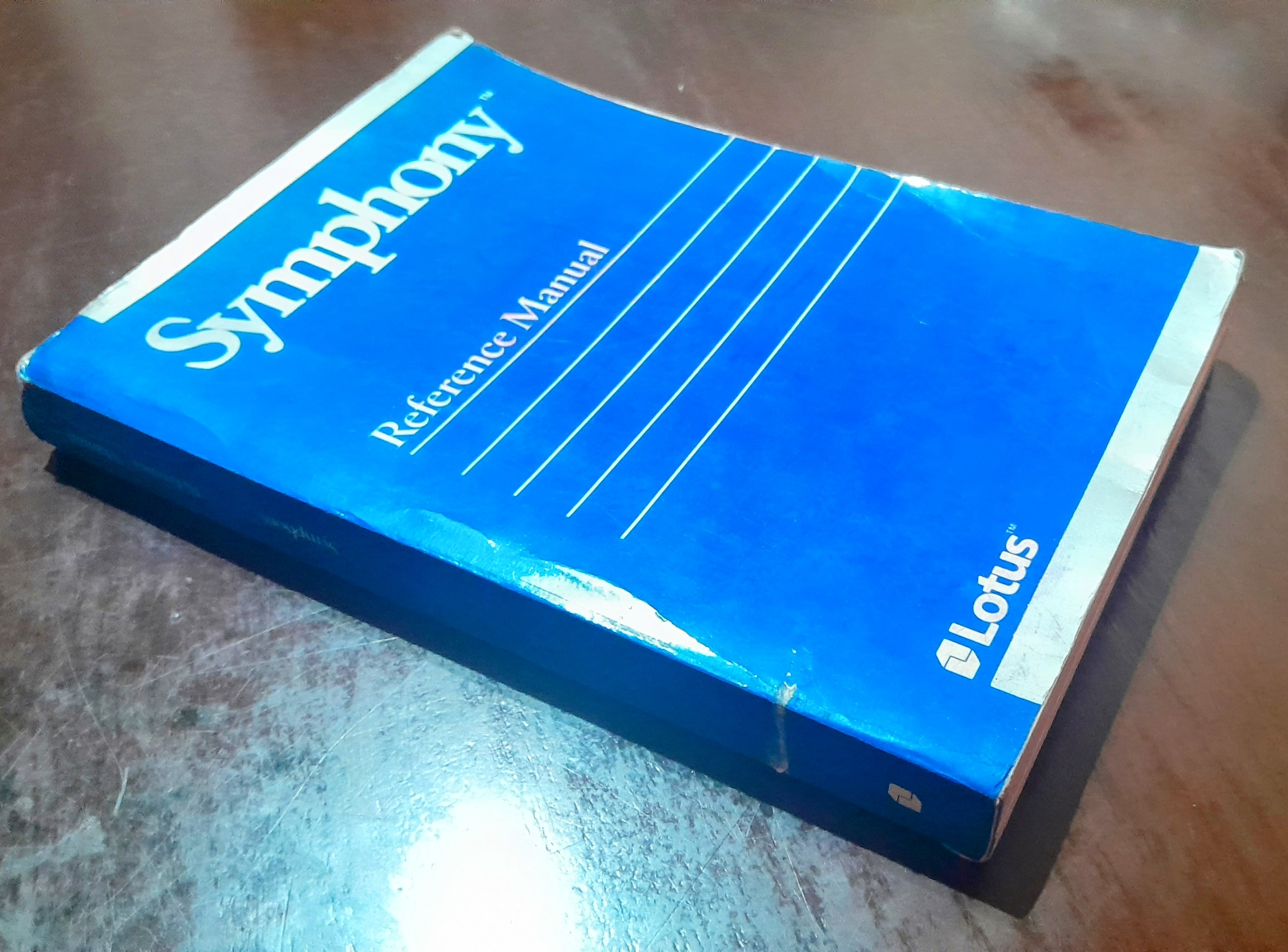
Een boek van Lotus Symphony (DOS) Reference Manual, gepubliceerd in 1984

Lotus (voluit Lotus Development Corporation) is in de begintijd van de pc bekend geworden door het programma Lotus 1-2-3, een spreadsheet- of rekenbladprogramma. Tegenwoordig is het bedrijf onderdeel van HCL Technologies Limited en maakt onder andere Lotus Notes, Lotus Domino, Lotus WorkPlace en Lotus Symphony.
In 1978, toen de PC nog hobbycomputer heette, kwam een student, Daniel Bricklin, op de gedachte om het scherm in cellen te verdelen waarin je gegevens en formules kon zetten, die je weer onderling met elkaar kon verbinden. Dat gaf voor die tijd ongekende mogelijkheden. Hij noemde zijn programma VisiCalc. Het werd het eerste grote succesprogramma voor de thuiscomputers en Bricklin werd miljonair. Tegenwoordig noemen we zo'n programma een spreadsheet of rekenblad. Enkele jaren later was de PC wat volwassener geworden en gingen grotere bedrijven er programma's voor maken. De firma Lotus kwam in 1983 met een opvolger voor Visicalc,  Lotus 1-2-3.  Dat werd een nog groter succes dan Visicalc. Hele bedrijfsadministraties werden ermee gedaan. Vrijwel iedereen had het al dan niet illegaal op zijn PC staan, naast de tekstverwerker WordPerfect.
Lotus kon de concurrentie niet volhouden met Excel, het rekenbladprogramma van Microsoft, dat geleidelijk de markt overnam. Maar rond 1990 was Lotus wel een van de eerste firma's die het belang zag van elektronisch documentmanagement.
De eerste versie van wat toen nog Lotus Notes heette, werd ontwikkeld in samenwerking met (toen nog) Coopers en Lybrand. Door middel van Lotus Notes databases konden documenten (online formulieren en de bijbehorende data) worden opgeslagen, beheerd, beveiligd, ontsloten, gedeeld, en gesynchroniseerd over vele servers. Kennis kon worden gedeeld binnen een organisatie, product gegevens konden eenvoudig worden gedeeld met klanten en leveranciers. Veel grotere bedrijven (bijvoorbeeld Coca Cola, Heineken en grotere banken) brachten hun complete bedrijfsinformatie erin onder.
Met de komst van het internet werd aan Lotus Notes 4.5 de Lotus Domino server toegevoegd, die het mogelijk maakte notes databases uit te lezen en te onderhouden via een webbrowser.
Lotus Development Corporation werd in 1995 overgenomen door de computergigant IBM en HCL nam de producten over in juli 2019.